# Aquilegia moorcroftiana
Aquilegia moorcroftiana är en ranunkelväxtart som beskrevs av Nathaniel Wallich. Aquilegia moorcroftiana ingår i släktet aklejor, och familjen ranunkelväxter. Utöver nominatformen finns också underarten A. m. afghanica.